# Melody Anderson
Melody Anderson est une actrice américano-canadienne, née le 3 décembre 1955 à Edmonton (Canada).

## Biographie
Après des débuts très remarqués dans Le Roman d'Elvis de John Carpenter sur Elvis Presley, Melody Anderson va connaître une filmographie qui oscille entre téléfilms et séries B, voire Z. 
Elle est connue pour son rôle de Dale Arden dans Flash Gordon de Mike Hodges. 
En 1995, à 40 ans, elle arrête sa carrière pour se consacrer à sa famille.

## Filmographie

### Cinéma
- 1980 : Flash Gordon de Mike Hodges : Dale Arden
- 1981 : Réincarnations (Dead & Buried), de Gary Sherman : Janet Gillis
- 1986 : The Boy in Blue de Charles Jarrott : Dulcie
- 1986 : Le Temple d'or (Firewalker), de J. Lee Thompson : Patricia Goodwin
- 1989 : Cannonball 3 (Speed Zone!), de Jim Drake : Lea Roberts
- 1991 : Under Surveillance de Rafal Zielinski
- 1992 : Landslide de Jean-Claude Lord : Clair Trinavant

### Télévision
- 1977 : Welcome Back, Kotter (série télévisée) : Female Sweathog
- 1978 : L'Âge de cristal (série télévisée) : Shelia
- 1979 : Pleasure Cove de Bruce Bilson (téléfilm) : Julie
- 1979 : Le Roman d'Elvis (Elvis), de John Carpenter (téléfilm) : Bonnie
- 1979 : Galactica (Battlestar Galactica) (série télévisée) : Brenda Maxwell
- 1979 : B.J. and the Bear (série télévisée) : Toni
- 1982 : Archie Bunker's Place (série télévisée) : Cheryl
- 1982 : Dallas (série télévisée) : Linda Farlow
- 1982 : Hooker (T.J. Hooker) (série télévisée) : Kate Nichols
- 1982 : L'Homme qui tombe à pic (The Fall Guy) (série télévisée) : Mary Walker
- 1983 : Chips (série télévisée) : Emily
- 1983 : Agence tous risques (The A-Team) (série télévisée) : Avon
- 1983 : Hôpital St Elsewhere (série télévisée) : Nurse Jill Roberts
- 1983 : Officier et top-model (Policewoman Centerfold) de Reza Badiyi (téléfilm) : Jennifer Oaks
- 1983 : Manimal (série télévisée) : Détective Brooke McKenzie
- 1984 : Ernie Kovacs: Between the Laughter de Lamont Johnson (téléfilm) : Edie Adams
- 1984 : High School U.S.A. de Jack Bender (téléfilm) : Cindy Franklin
- 1986 : Hôtel (Hotel) (série télévisée) : Lauren Moffat
- 1986 : Les Reines de la nuit (Beverly Hills Madam), d'Harvey Hart (téléfilm) : Claudia Winston
- 1986 : Philip Marlowe, détective privé (Philip Marlowe, Private Eye) (série télévisée) : Rhonda Farr
- 1987 : Escroquerie à la mort (Deep Dark Secrets) de Robert Michael Lewis (téléfilm) : Julianne Wakefield
- 1989 : Arabesque (Murder, She Wrote) (série télévisée) : Katherine Aaron
- 1989 : Le voyageur (The Hitchhiker) (série télévisée) : Sterling
- 1989 : Final Notice de Steven Hilliard Stern (téléfilm) : Kate Davis
- 1990 : Hitler's Daughter de James A. Contner (téléfilm) : Sharon Franklin / Mary Lipscomb
- 1991-1992 : La loi est la loi (Jake and the Fatman) (série télévisée) : Neely Capshaw
- 1992-1993 : La Force du destin (All My Children) (série télévisée) : Natalie Marlowe Dillon
- 1993 : Bobby et Marilyn (Marilyn & Bobby: Her Final Affair), de Bradford May (téléfilm) : Marilyn Monroe
- 1995 : L'Homme à la Rolls (Burke's Law) (série télévisée) : Alexandra Kohl